# Salix siuzevii
Espèce
Salix  siuzevii est une espèce de plantes à fleurs de la famille des Salicaceae. C'est un saule originaire de Chine, de Corée et de Russie,,.

## Synonymie
A. K. Skvortsov estime que cette espèce est synonyme de Salix sachalinensis.

## Description
Salix siuzevii est un arbuste ou un arbre atteignant 6 m de haut. Son écorce est gris verdâtre. Ses rameaux sont vert jaunâtre ou rougeâtres, minces. Les bourgeons sont oblongs, d'abord pubescents puis glabrescents. Les stipules sont lancéolées, petites, caduques. Le pétiole mesure de 2 à 10 mm. Le limbe est lancéolé, il fait de 7-12 × 0,8-1,2 cm à 14 × 2 cm. Les feuilles, sur les jeunes pousses, sont abaxialement pruineuses, glabres ou faiblement apprimées, adaxialement vert mat, brillant, glabre, de base largement cunéiforme, avec une marge ondulée, subentière, légèrement révolutée, son apex est acuminées. La floraison est précoce. Le chaton mâle est cylindrique, de 3 × 1 cm, sessile, à bractées brunâtres, lancéolées ou liguliformes, pileuses, avec un apex noir. La fleur mâle comporte une glande adaxiale oblongue-linéaire, de 0,6-1,5 mm, avec 2 étamines distinctes, glabres, portant des anthères jaune doré. Le chaton femelle est aussi cylindrique, de 2 cm × 6 mm, avec des bractées comme celles du chaton mâle. La fleur femelle porte une glande aussi longue que le stipe et un ovaire ovoïde-conique, de 1,5-1,7 mm, duveteux, peu stipité, le style mesure 0,2-0,6 mm. La stigmatisation est jaune, fourchue. La floraison a lieu en mai, la fructification en juin.

## Répartition et habitat
L'espèce vit sur les pentes de montagnes, le long des rivières, en Chine, dans le Heilongjiang, Jilin, Nei Mongol, en Corée et en Russie.

## Utilisation
L'arbre est cultivé pour protéger les digues et utilisé pour le tressage des articles en osier. C'est aussi une plante nectarifère intéressante.